# 相星孝一

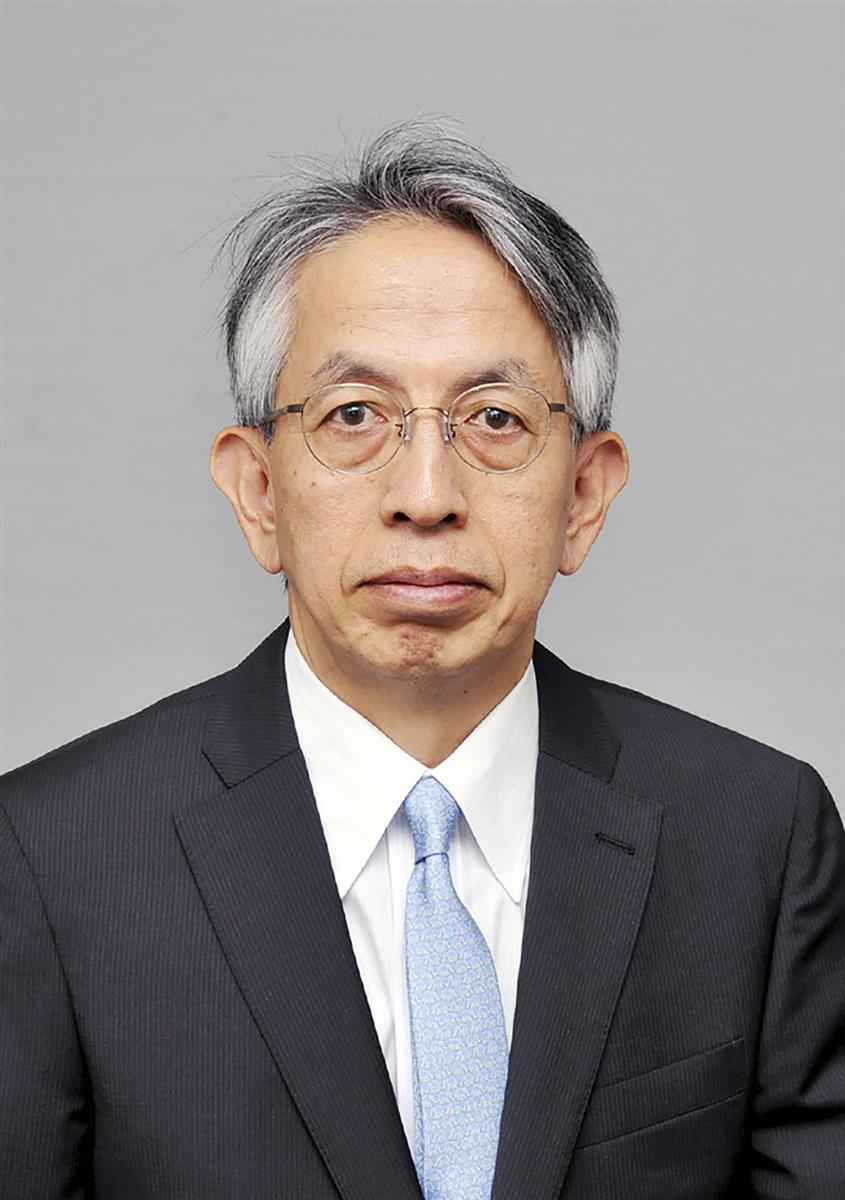
2021年1月

相星 孝一（あいぼし こういち、1959年〈昭和34年〉2月4日 - ）は、日本の外交官。地球規模課題審議官、外務省領事局長、駐イスラエル特命全権大使を経て、駐大韓民国特命全権大使。2024年5月、依願免職。国家公安委員会委員。

## 経歴・人物

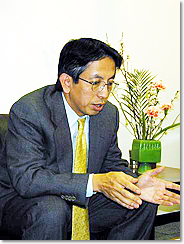
2003年1月

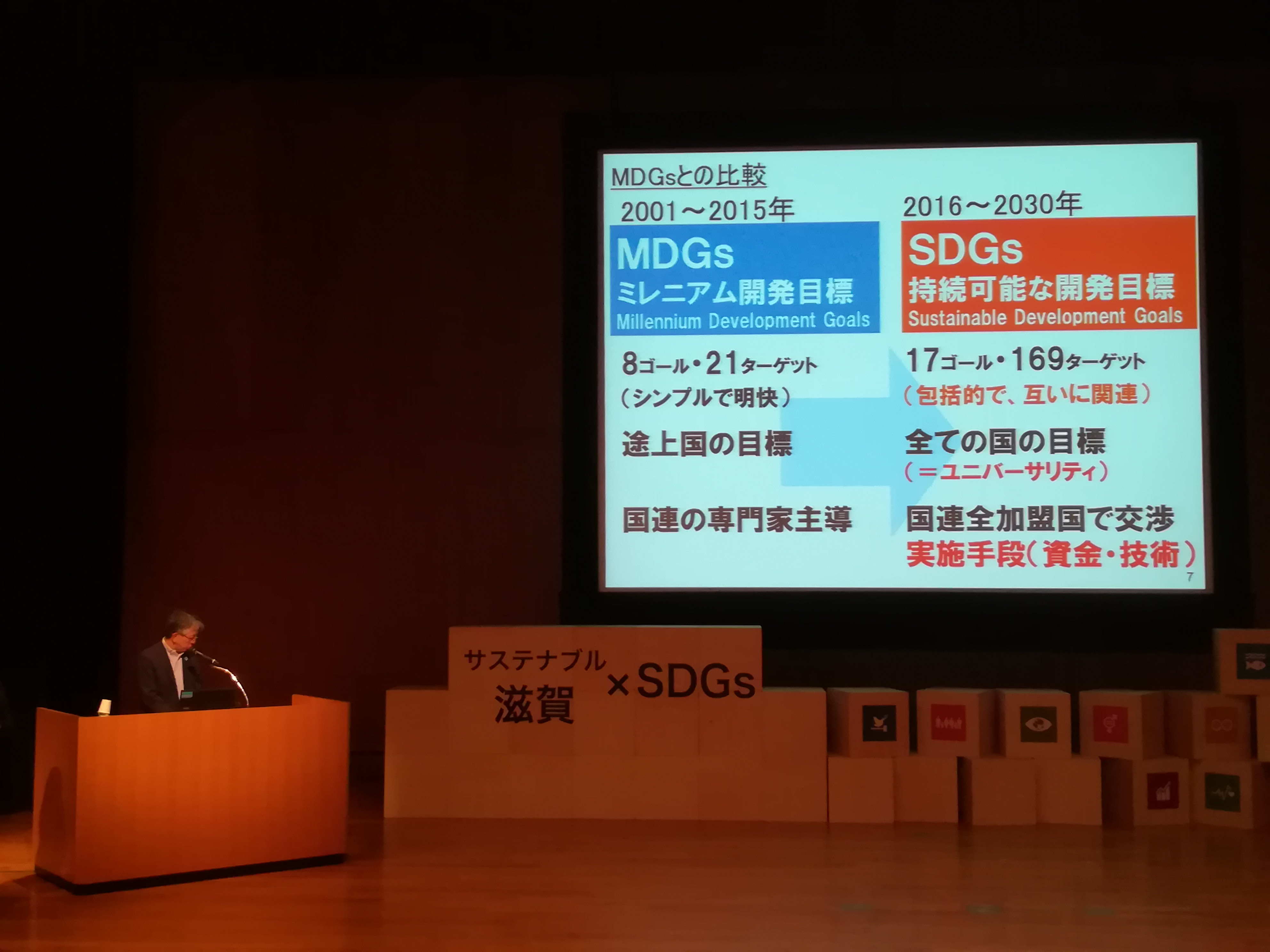
2017年6月、地球規模課題審議官時

鹿児島県出身。1982年（昭和57年）10月東京大学教養学部在学中に外務公務員採用上級試験に合格する。1983年（昭和58年）東大を卒業して、外務省に入省した。フランス語研修。
- 1995年（平成7年）12月 在フランス日本国大使館一等書記官
- 1999年（平成11年）1月 在大韓民国日本国大使館一等書記官（政治部）
- 2000年（平成12年）1月 駐韓国大使館参事官
- 2001年（平成13年）4月 外務省総合外交政策局国際社会協力部人権人道課人道支援室長
- 2002年（平成14年）8月 外務省中東アフリカ局中東第二課長
- 2004年（平成16年）2月 兼内閣事務官内閣官房内閣参事官（内閣官房副長官補付）内閣官房イラク復興支援推進室参事官
- 2004年（平成16年）8月 外務省経済協力局有償資金協力課長
- 2006年（平成18年）8月 駐韓国公使
- 2008年（平成20年）9月 駐ベトナム公使
- 2011年（平成23年）8月 外務省大臣官房国会担当参事官
- 2012年（平成24年）9月 外務省大臣官房参事官兼国際協力局・地球規模課題担当・アフリカ部
- 2013年（平成25年）1月 兼中東アフリカ局
- 2013年（平成25年）8月 外務省大臣官房審議官（地球規模課題担当）兼国際協力局審議官兼中東アフリカ局審議官兼アフリカ部審議官
- 2014年（平成26年）1月6日 外務省国際協力局長補佐兼中東アフリカ局長補佐
- 2014年（平成26年）3月 特命全権大使・東南アジア諸国連合日本政府代表部在勤[3][4]
- 2016年（平成28年）2月 地球規模課題審議官[5]
- 2017年（平成29年）7月 領事局長[6]
- 2018年（平成30年）7月 駐イスラエル特命全権大使[1]
- 2021年 (令和3年) 1月 駐大韓民国特命全権大使[7]
- 2024年 (令和6年) 5月 依願免職
- 2024年 (令和6年) 10月 国家公安委員会委員

## 駐韓国大使として
2021年2月12日、韓国に入国したが新型コロナウイルス感染症の防疫のため隔離に応じた。同月26日、赴任後初めて外交部庁舎を訪ねて信任状の写本を提出、崔鍾建外交部第1次官と会談した。

## 同期
- 相川一俊（23年EU大使・20年イラン大使）
- 尾池厚之（23年ジュネーブ代表部大使・20年ユネスコ大使）
- 小笠原一郎（19年軍縮会議大使・16年マダガスカル大使）
- 奥山爾朗（22年ヨルダン大使）
- 片山和之（23年日本台湾交流協会台北事務所長・20年ペルー大使）
- 金杉憲治（23年中国大使）
- 杵渕正巳（22年ボスニアヘルツェゴビナ大使・20年東ティモール大使）
- 木村元（20年モザンビーク大使）
- 新美潤（22年OECD大使）
- 丸山則夫（22年アイルランド大使）
- 水内龍太（22年オーストリア大使・20年ザンビア大使）
- 水鳥真美（18年国連事務総長特別代表）
- 道上尚史（23年ブルガリア大使・21年ミクロネシア連邦大使）
- 南博（22年オランダ大使）
- 宮原信孝（18年笹川平和財団研究員）
- 村林弘文（21年在ヒューストン日本国総領事）
- 森健良（21年外務事務次官）
- 山﨑和之（23年国連大使）
- 山田滝雄（20年ベトナム大使・17年ユネスコ大使・10年ASEAN大使）
- 山本広行（23年ベラルーシ大使・20年トルクメニスタン大使）
- 和田充広（21年パキスタン大使）